# Godzilla – Die Serie
Godzilla – Die Serie ist eine US-amerikanisch-japanische Zeichentrickserie, die in den Vereinigten Staaten erstmals zwischen September 1998 und April 2000 ausgestrahlt wurde. In Deutschland wurde die Serie erstmals ab August 1999 auf Sat.1 ausgestrahlt.

## Handlung
Nach dem Tod Godzillas und der Zerstörung des Madison Square Garden, wodurch dessen Brut vernichtet wurde, kehrt Dr. Nick Tatopoulos zurück, um festzustellen, ob auch alle Jungtiere getötet wurden. Tatsächlich überlebte ein Jungtier, da es sich zum Zeitpunkt des Bombenangriffs noch im schützenden Ei befand. Das Kleine prägt sich allerdings Nick als Mutter ein und folgt ihm von da an auf Schritt und Tritt.
In der Folge tauchen überall auf der Welt weitere Monster und mystische Kreaturen auf. So gründet Nick die  H.E.A.T.-Organisation (Humanitarian Environmental Analysis Team). Das Team vervollständigen neben Godzilla Junior und Dr. Nick die beiden Wissenschaftler Dr. Elsie Chapman und Dr. Mendel Craven, mit denen Nick zuvor bereits zusammenarbeitete, sowie der Computerspezialist Randy Hernandez und der Agentin Monique Dupre. Begleitet wird das Team vom Roboter N.I.G.E.L.

## Hintergrund
Die Zeichentrickserie setzt die Handlung von Roland Emmerichs Spielfilm Godzilla von 1998 unmittelbar fort. Malcolm Danare, Kevin Dunn und Michael Lerner synchronisieren ihre Figuren, die sie bereits im Realfilm verkörperten. Mit Randy Hernandez, Monique DuPre und dem Roboter N.I.G.E.L. kamen drei neue Figuren dazu.

## Synchronisation
| Rolle               | Englischer Synchronsprecher | Deutscher Synchronsprecher |
| ------------------- | --------------------------- | -------------------------- |
| Dr. Nick Tatopoulos | Ian Ziering                 | Uwe Büschken               |
| Dr. Mendel Craven   | Malcolm Danare              | Hans Hohlbein              |
| Randy Hernandez     | Rino Romano                 | Björn Schalla              |
| Dr. Elsie Chapman   | Charity James               | Heide Domanowski           |
| Monique DuPre       | Brigitte Bako               | Bianca Krahl               |
| N.I.G.E.L.          | Tom Kenny                   | Hans Hohlbein              |
| Major Anthony Hicks | Kevin Dunn                  | Bernd Schramm              |
| Audrey Timmonds     | Paget Brewster              |                            |
| Bürgermeister Ebert | Michael Lerner              |                            |

## Episodenübersicht
Die Zeichentrickserie wurde in zwei Staffeln ausgestrahlt. Die erste Staffel dauerte von 1998 bis 1999 und umfasst 21 Episoden, die zweite Staffel ging von 1999 bis 2000 und umfasst 19 Episoden.
| Episode | Deutscher Titel                    | Englischer Titel                    |
| ------- | ---------------------------------- | ----------------------------------- |
| 1.01    | Godzillas Rückkehr                 | New Family – Part 1                 |
| 1.02    | Freunde in der Not                 | New Family – Part 2                 |
| 1.03    | Der Killerwurm                     | D.O.A                               |
| 1.04    | Ferngesteuert                      | The Winter Of Our Discontent        |
| 1.05    | Mikroben-Alarm                     | Talkin’ Trash                       |
| 1.06    | Katz & Maus                        | Cat And Mouse                       |
| 1.07    | Träume des Verderbens              | What Dreams May Come                |
| 1.08    | Gefahr aus dem All                 | Leviathan                           |
| 1.09    | Tanz auf dem Vulkan                | Hive                                |
| 1.10    | Der Quetzalcoatl                   | Bird Of Paradise                    |
| 1.11    | Neues von Nessie                   | Deadloch                            |
| 1.12    | Projekt Leviathan – Teil 1         | Monster Wars – Part 1               |
| 1.13    | Projekt Leviathan – Teil 2         | Monster Wars – Part 2               |
| 1.14    | Projekt Leviathan – Teil 3         | Monster Wars – Part                 |
| 1.15    | Das Gift der Königskobra           | Competition                         |
| 1.16    | Angriff der Riesenmaulwürfe        | Freeze                              |
| 1.17    | Rettung für den Regenwald          | Bug Out                             |
| 1.18    | Arachnophobie                      | Web Site                            |
| 1.19    | Außer Rand und Band                | An Early Frost                      |
| 1.20    | Der rasende Hot-Dog-Stand          | Juggernaut                          |
| 1.21    | Verworrenes Spiel                  | Trust No One                        |
| 2.01    | Anno Dragma                        | Future Shock                        |
| 2.02    | Die Insel des Mr. Spiel            | Cash Of The Titans                  |
| 2.03    | Die Insel der Monster              | S.C.A.L.E.                          |
| 2.04    | Norzog, der Mächtige               | Protector                           |
| 2.05    | Medusa                             | Freak Show                          |
| 2.06    | Liebe und andere Katastrophen      | End Of The Line                     |
| 2.07    | Godzilla und der Killervirus       | What A Long, Strange Trip It’s Been |
| 2.08    | Hochzeit mit Hindernissen          | Wedding Bells Blew                  |
| 2.09    | Metamorphose                       | Metamorphosis                       |
| 2.10    | Areal 51                           | Area 51                             |
| 2.11    | Twister                            | The Twister                         |
| 2.12    | Die Legende von Blind Rock         | Shafted                             |
| 2.13    | Sayaygo                            | Where Is Thy Sting?                 |
| 2.14    | Jagdsaison für Echsen              | Lizard Season                       |
| 2.15    | Der Aminosäuren-Jäger              | Underground Movement                |
| 2.16    | Flammendes Inferno                 | Ring Of Fire                        |
| 2.17    | Der unsichtbare Feind              | Vision                              |
| 2.18    | Die Ballade von den Gens du Marais | Ballad Of Gens Du Marais            |
| 2.19    | Der Schrecken der Tiefsee          | Tourist Trap                        |